# Nate Darling
Nathan Joseph Darling, né le 30 août 1998 à Halifax au Canada, est un joueur canadien de basket-ball évoluant au poste d'arrière.

## Biographie
Le 18 novembre 2020, lors de la draft, il est n'est pas sélectionné.
Le 30 novembre 2020, il signe un contrat two-way avec les Hornets de Charlotte.

## Palmarès

### Universitaire
- First-team All-CAA (2020)